# 세인트헬레나 어센션 트리스탄다쿠냐

세인트헬레나 어센션 트리스탄다쿠냐의 위치

세인트헬레나 어센션 트리스탄다쿠냐(영어: Saint Helena, Ascension and Tristan da Cunha)는 세인트헬레나, 어센션섬, 트리스탄다쿠냐로 이루어진 영국의 해외 영토이다. 예전에는 세인트헬레나 및 속령(영어: Saint Helena and Dependencies)이라 불렸으나, 2009년 9월 1일, 새 헌법이 발효되면서 새 이름으로 바뀌었다.

## 행정 구역
| 행정 구역      | 면적 (km2) | 인구  | 행정 중심지            | ISO 부호 |
| -------------- | ---------- | ----- | ---------------------- | -------- |
| 세인트헬레나   | 122        | 4,534 | 제임스타운             | SH       |
| 어센션섬       | 88         | 806   | 조지타운               | AC       |
| 트리스탄다쿠냐 | 207        | 293   | 에든버러오브더세븐시즈 | TA       |
| 합계           | 417        | 6,633 | 제임스타운             | SH       |

## 같이 보기
- 영국의 해외 영토